# Patrick Grün
Patrick Grün (* 20. März 1968) ist ein deutscher Fußballspieler.
Er begann mit dem Fußballspielen beim VfL 09 Dreihausen. Über den TSV Ebsdorf kam er zum VfL Marburg, für den er in der Saison 1989/90 33 Tore in der Landesliga erzielte. Im Sommer 1990 wechselte er zum Zweitligisten Hannover 96. Patrick Grün bestritt 35 Zweitligaspiele für Hannover 96 und erzielte dabei 10 Tore. 1992 wurde er mit Hannover DFB-Pokalsieger. Während seiner Laufbahn wurde Grün immer wieder von Verletzungen geplagt und musste 1993 schließlich seine Profikarriere wegen Sportinvalidität beenden. Danach absolvierte er im Amateurbereich noch fünf Spielzeiten für den TSV Havelse und stand im Anschluss drei Jahre im Kader von SV Arminia Hannover, für die er insgesamt 72 Spiele bestritt und 12 Treffer markierte. 2001 beendete er seine aktive Laufbahn endgültig und wurde Trainer beim Landesligisten TuS Garbsen, den er bis zum Jahr 2004 trainierte.